# ماتي لويس
ماتي لويس (بالإنجليزية: Matty Lewis)‏ هو مغني وعازف قيثارة أمريكي، ولد في 8 مايو 1975 في بابيليون في الولايات المتحدة.

## وصلات خارجية
- ماتي لويس على موقع ميوزك برينز (الإنجليزية)
- ماتي لويس على موقع ديسكوغز (الإنجليزية)